# Diana Dilova-Braynova
Diana Dilova-Braynova, née le 1er janvier 1952 à Sofia, est une joueuse bulgare de basket-ball. Elle évolue durant sa carrière au poste d'ailière.

## Palmarès
- Vice-championne olympique 1980
- Médaillée de bronze olympique 1976
- Vice-championne d'Europe 1972
- Troisième du championnat d'Europe 1976